# Alex Sandro Santana de Oliveira
Alex Sandro Santana de Oliveira (nacido el 30 de octubre de 1973) es un exfutbolista brasileño que se desempeñaba como delantero.
Jugó para clubes como el Vitória, Palmeiras, Internacional, Guarani, Cruzeiro, Kawasaki Frontale, Fluminense, Malatyaspor, Portuguesa y Fortaleza.

## Trayectoria

### Clubes
| Club              | País    | Año         |
| ----------------- | ------- | ----------- |
| Vitória           | Brasil  | 1993 - 1994 |
| Palmeiras         | Brasil  | 1994 - 1996 |
| Internacional     | Brasil  | 1996 - 1997 |
| Guarani           | Brasil  | 1997 - 1998 |
| Cruzeiro          | Brasil  | 1999 - 2000 |
| Kawasaki Frontale | Japón   | 2000        |
| Vitória           | Brasil  | 2001        |
| Cruzeiro          | Brasil  | 2001        |
| Fluminense        | Brasil  | 2002        |
| Malatyaspor       | Turquía | 2002        |
| Brasiliense       | Brasil  | 2003        |
| Portuguesa        | Brasil  | 2004        |
| Santo André       | Brasil  | 2005        |
| Fortaleza         | Brasil  | 2005        |
| Juventus          | Brasil  | 2006        |
| América           | Brasil  | 2007        |
| Fortaleza         | Brasil  | 2008        |
| Bahia             | Brasil  | 2009        |
| Fortaleza         | Brasil  | 2010        |
| Mogi Mirim        | Brasil  | 2011        |